# Leonardo Ponzio
Leonardo Daniel Ponzio (ur. 29 stycznia 1982 w Las Rosas) – piłkarz występujący na pozycji pomocnika. Zawodnik zespołu CA River Plate.

## Życiorys
Karierę rozpoczynał w zespole z Rosario – Newell’s Old Boys. W 2003 roku został kupiony przez Real Saragossa. W Primera División zadebiutował 31 sierpnia 2003 roku w przegranym meczu z Deportivo La Coruña. Przez trzy sezony gry w drużynie opuścił jedenaście meczów. W 2004 roku zdobył Puchar Króla. W sezonie 2006/2007 Saragossa zajęła szóste miejsce w lidze i awansowała do Pucharu UEFA a Ponzio w styczniu 2007 roku wrócił do ojczyzny. Zasilił River Plate. Po dwóch latach gry, w styczniu 2009 roku, powrócił do Saragossy. W tamtym roku awansował z drużyną do Primera División. W 2012 roku wrócił do River Plate.
Leonardo Ponzio zaliczył występy w młodzieżowych reprezentacjach Argentyny do lat 17 i 20. Wystąpił na Mistrzostwach Świata do lat 20 w 2001 roku. W seniorskiej reprezentacji zadebiutował w 2003 roku.